# Platyrrhacus zonatus
Platyrrhacus zonatus är en mångfotingart som beskrevs av Carl 1912. Platyrrhacus zonatus ingår i släktet Platyrrhacus och familjen Platyrhacidae. Inga underarter finns listade i Catalogue of Life.